# Trollius vicarius
Trollius vicarius är en ranunkelväxtart som beskrevs av Siplivinskii. Trollius vicarius ingår i släktet smörbollssläktet, och familjen ranunkelväxter. Inga underarter finns listade i Catalogue of Life.